# Deltomerus
Deltomerus — рід жуків-турунів з підродини Patrobinae. В Україні трапляється один вид Deltomerus carpathicus (L. Miller, 1868) розповсюджений в Карпатах. Внесений до Червоної книги Українських Карпат (2011).

## Опис
Голова з перетяжкою далеко за очима. Тім'я з численними щетинконосними порами. Лапки зверху в волосках.

## Систематика
У складі роду:
- Deltomerus bosnicus Apfelbeck, 1908
- Deltomerus carpathicus (L. Miller, 1868)
- Deltomerus depressus A. Fiori, 1896
- Deltomerus malissorum Apfelbeck, 1918
- Deltomerus nopcsai Csiki, 1940
- Deltomerus paradoxus Apfelbeck, 1908
- Deltomerus sterbai (Rambousek, 1909)
- Deltomerus tatricus (L. Miller, 1859)
- Deltomerus weiratheri G. Müller, 1937